# 仮屋基美
仮屋 基美（かりや もとみ、別表記：假屋 基美、1945年または1946年 - ）は、日本の地方公務員。鹿児島県出納長、同県副知事、同県信用保証協会長を歴任。瑞宝中綬章受章。

## 人物・経歴
1969年 (昭和44年) 鹿児島大学法文学部卒業。鹿児島県庁入庁、2000年 (平成12年) 土木部次長、2003年9月 環境生活部長、2005年4月 同職を西山芳久と交代し和田正道の後任として出納長、2006年4月 脇田稔の後任として副知事、2009年3月 山田裕章を後任として副知事を辞職。
県庁退職後 鹿児島県信用保証協会会長、2013年3月 山田を後任として同職を退任。

## その他役職
- 鹿児島市剣道連盟評議員[9]

## 栄典
2016年11月 秋の叙勲で地方自治功労により瑞宝中綬章受章